# MTV
 For alternative betydninger, se MTV (flertydig). (Se også artikler, som begynder med MTV)
MTV (fork. for Music Television) er en tv-station, hvis sendeflade primært tidligere var fokuseret på musik, såsom visning af musikvideoer. I USA havde MTV sin første udsendelse den 1. august 1981 i New York City.
I dag sender MTV primært realityserier, genreændringen er ændret i takt med seermålgruppens ændrede præferencer. Musik sendes i dag på MTVs søsterkanaler
MTV blev etableret som et joint-venture mellem virksomhederne Warner Communications og American Express, som siden 1977 havde samarbejdet om interaktivt kabel-tv, blandt andet med musikkanalen Sight On Sound, som var en forløber for MTV. I 1985 blev MTV købt af medievirksomheden Viacom, der stadig ejer den.
Den første musikvideo, MTV viste, var Buggles' Video Killed the Radio Star. En lignende selvreference sås, da den første video på europæisk MTV var Dire Straits' Money for Nothing, som begynder med gentagelsen af ordene "I want my MTV". Kanalens ungdommelige profil med fokus på musikvideoer i pop- og rockgenrerne og populære studieværter (kendt som VJ's for video jockey) blev hurtigt populær, og efterhånden som kabel-tv spredtes i USA, blev kanalen tilgængelig i hele USA. MTV kom til at spille en betydningsfuld rolle for udviklingen af musikvideoen som udtryksform, efterhånden som pladeselskaber og kunstnere begyndte at se kanalen som et vigtigt markedsføringsredskab.
I begyndelsen blev MTV kritiseret for at være racistisk, fordi den næsten udelukkende viste hvide kunstneres musikvideoer. MTV's ledelse hævdede, at årsagen var, at der var få eller ingen farvede kunstnere, som havde indspillet musikvideoer. Dog havde Diana Ross og The Jacksons indspillet musikvideoer, før MTV blev oprettet. Kort tid efter begyndte stationen at vise Michael Jacksons musikvideoer fra albummet Thriller, og siden blev der udviklet adskillige programmer med fokus på musik af sorte kunstnere.
Med tiden er MTV blevet udvidet på flere fronter. Der er introduceret lokale MTV-kanaler i mange lande og regioner, fordelt på alle verdensdele. MTV's programstof er udvidet fra det rene fokus på musikvideoer til et bredt udbud af underholdning med populære programmer som Beavis og Butthead, The Real World og The Osbournes. Og mange steder er der udviklet søsterkanaler med fokus på særlige musikgenrer og programtyper, for eksempel VH-1, MTV2 og MTV Dance.
I løbet af 2007 blev der desuden lanceret en kanal i Mellemøsten, MTV Arabiya. Dens indhold er tilpasset det mellemøstlige samfund.

## MTV i Europa
Den europæiske kanal MTV Europe, hovedsagelig sendt fra studier i London, blev lanceret den 1. august 1987 som den første ikke-amerikanske MTV-kanal. I takt med udbredelsen af kabel- og satellit-tv blev kanalen også tilgængelig for danske seere.
I 90'erne begyndte europæisk MTV en strategi om at tilpasse MTV til nationale forskelle. I blandt andet Tyskland, Frankrig og Italien blev der skabt nationale MTV-kanaler på de lokale sprog, og i Norden oprettedes den 15. juni 1998 MTV Nordic med en stor del nordiske værter og nordisk programindhold, dog stadig på engelsk. Her var blandt andre danske Thomas Madvig vært.
I Danmark blev den nordiske kanal erstattet med en dansk udgave den 15. maj 2005. Kanalen indeholder stadig en stor del engelsksprogede, udenlandsk producerede programmer, men seerne møder nu også dansktalende værter og mere dansk musik. Også Sverige, Norge og Finland har fået egne kanaler. Hovedkanalen MTV sender ikke længere musik, men programmer som "Teen mom" og "Jershey Shore". Musikken er henvist til alternative kanaler som f.eks MTV Rocks eller MTV Dance.

## Prisuddelinger
I 1984 afholdt amerikansk MTV de såkaldte MTV Video Music Awards for første gang. Som et alternativ til den mere officielle Grammy-uddeling blev den årlige prisuddeling efterhånden en populær og vigtig begivenhed i den amerikanske musikbranche.
I 1991 blev de første MTV Movie Awards afholdt for på tilsvarende vis at hylde populære film. Igen kan begivenheden ses som et uformelt alternativ til Oscaruddelingen.
I 1994 afholdt europæisk MTV sine første MTV Europe Music Awards, som årligt transmitteres til hele Europa og store dele af resten af verden.
I 2006 blev showet sendt fra Rådhuspladsen og Bella Center i København med Justin Timberlake som vært.
I 2007 blev Award-showet holdt i München i Tyskland, hvor Snoop Dogg var vært. Blandt de optrædende var My Chemical Romance, Avril Lavigne, Mika og Tokio Hotel, mens dem der vandt priser bl.a. var: Tokio Hotel, Amy Winehouse, Nelly Furtado, 30 Seconds to Mars og Muse.